# Imad Hakki
Imad Hakki (arabisch عماد حقي; * 1. Januar 1957) ist ein syrischer Schachspieler.

## Leben
Imad Hakki ist der Sohn des Schriftstellers Badia Hakki. Seine ersten Schachturniere spielte er in den frühen 1970er-Jahren im sowjetischen Kulturzentrum. Danach spielte er zuerst für den Armeeklub. Inzwischen lebt er in einem Altersheim in Damaskus.

## Erfolge

### Einzelmeisterschaften
1999 gewann er die arabische Einzelmeisterschaft in Aden. Zur Weltmeisterschaft 1999 in Las Vegas war er in der ersten Runde gegen Hicham Hamdouchi gelost, konnte aber, ebenso wie der Iraner Amir Bagheri, wegen Visaproblemen nicht antreten. Bei der Weltmeisterschaft 2000 schied er in der ersten Runde mit 0,5:1,5 gegen Utut Adianto aus. Er konnte mehrmals die syrische Einzelmeisterschaft gewinnen, zum Beispiel 2009 in Aleppo.

### Nationalmannschaft
Bei der asiatischen Mannschaftsmeisterschaft 1986 in Dubai erzielte er mit 6 Punkten aus 8 Partien hinter Viswanathan Anand und Ricardo de Guzman das drittbeste Ergebnis aller Spieler am vierten Brett.
Für die syrische Nationalmannschaft spielte er zwischen der Schacholympiade 1978 in Buenos Aires und der Schacholympiade 2008 in Dresden bei neun Schacholympiaden mit einem positiven Gesamtergebnis von 61,5 Punkten aus 109 Partien (+41 =41 −27). Das beste Mannschaftsergebnis hatte er bei der Schacholympiade 1980 in Valletta mit dem 30. Platz, das beste individuelle Ergebnis bei der Schacholympiade 2000 in Istanbul mit dem 14. Platz am Spitzenbrett.
Bei den panarabischen Spielen 2007 in Kairo wurde Syrien mit Imad Hakki am dritten Brett Zweiter, wobei er eine individuelle Goldmedaille für sein Ergebnis von 5,5 aus 6 erhielt.

### Vereinsschach
Bei der asiatischen Städtemeisterschaft spielte er 2000 und 2007, jeweils am Spitzenbrett, für Damaskus. Im Jahre 2000 in Beirut erhielt Imad Hakki eine individuelle Silbermedaille für sein Ergebnis von 7,5 Punkten aus 9 Partien. 2007 in Teheran gewann er unter anderem gegen den für Tagaytay spielenden Großmeister Mark Paragua.
Vereinsschach spielte er in Syrien für Al-Mohafza. Mit seinem Verein gewann er 2003 in Damaskus am zweiten Brett hinter Jewgeni Gleiserow spielend die arabische Mannschaftsmeisterschaft. 2002 in Doha war die Mannschaft hinter Doha City Zweite geworden.

### Titel und Rating
Seit 1987 trägt er den Titel Internationaler Meister. Seine Elo-Zahl beträgt 2354 (Stand: Januar 2024). Damit wäre er hinter Satea Husari Zweiter der syrischen Elo-Rangliste, er wird jedoch als inaktiv geführt, da er seit der syrischen Mannschaftsmeisterschaft 2011 keine Elo-gewertete Partie mehr gespielt hat. Seine höchste Elo-Zahl war 2471 von April bis September 2005. Dies ist die höchste Elo-Zahl, die je ein Syrer erreicht hat.